# Abraham Cowley

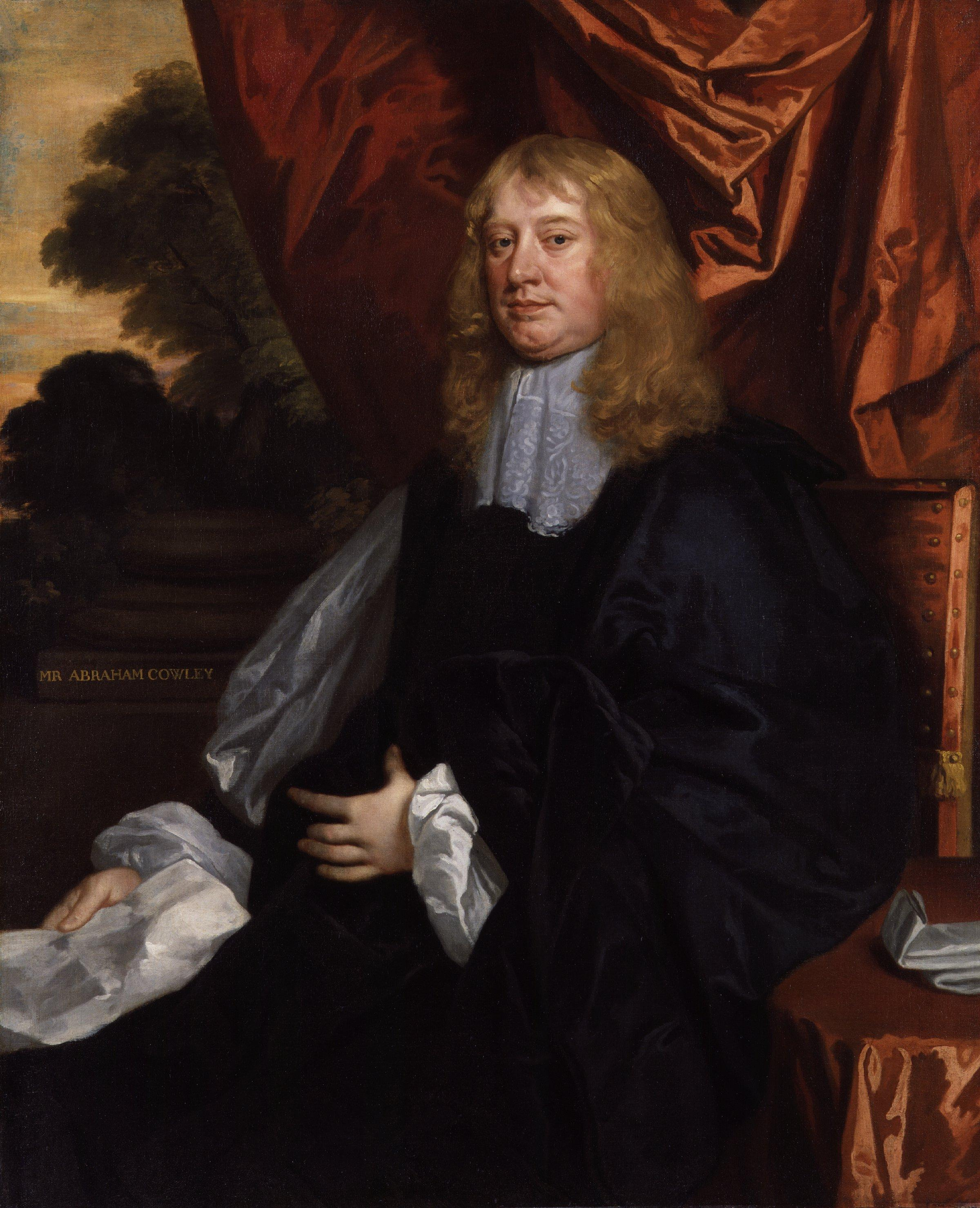
Abraham Cowley

Abraham Cowley (Londres, 1618 — Chertsey, 28 de julho de 1667) foi um poeta inglês.
Compôs poesias líricas de caráter intimista e anacreônticas. Aos dez anos de idade (1628) compôs "Tragicall History of Piramus and Thisbe", um romance épico. Em 1633, publicou um volume intitulado "Poetical Blossoms". Ele está enterrado na Abadia de Westminster.

## Referencias
1. ↑  Cowley, Abraham (1618–1667). Col: Oxford Dictionary of National Biography. [S.l.]: Oxford University Press. 28 de novembro de 2017